# Real Jardín Botánico de Sídney
El Real Jardín Botánico de Sídney, (inglés: Royal Botanic Gardens, Sydney) es un jardín botánico de 30 hectáreas de extensión, próximo al centro de Sídney, Nueva Gales del Sur, Australia. 
Es miembro del BGCI, y presenta trabajos para la Agenda Internacional para la Conservación en los Jardines Botánicos. 
El código de reconocimiento internacional de "Royal Botanic Gardens, Sydney" como miembro del "Botanic Gardens Conservation Internacional" (BGCI), así como las siglas de su herbario es NSW.

## Localización e información
El jardín botánico se ubica al este de la Ópera de Sídney, "Circular Quay" y "Macquarie Street". En el borde sur de "Cahill Expressway" y en la parte este de "Art Gallery Road".
Royal Botanic Gardens Sydney Mrs Macquaries Road, Sídney-Sídney NSW 2000 Australia.
Planos y vistas satelitales.33°51′50″S 151°13′1″E / -33.86389, 151.21694
Este jardín botánico tiene como asociados satelitales los arboretos de Mount Annan Botanic Garden y el Mount Tomah Botanic Garden.

## Historia

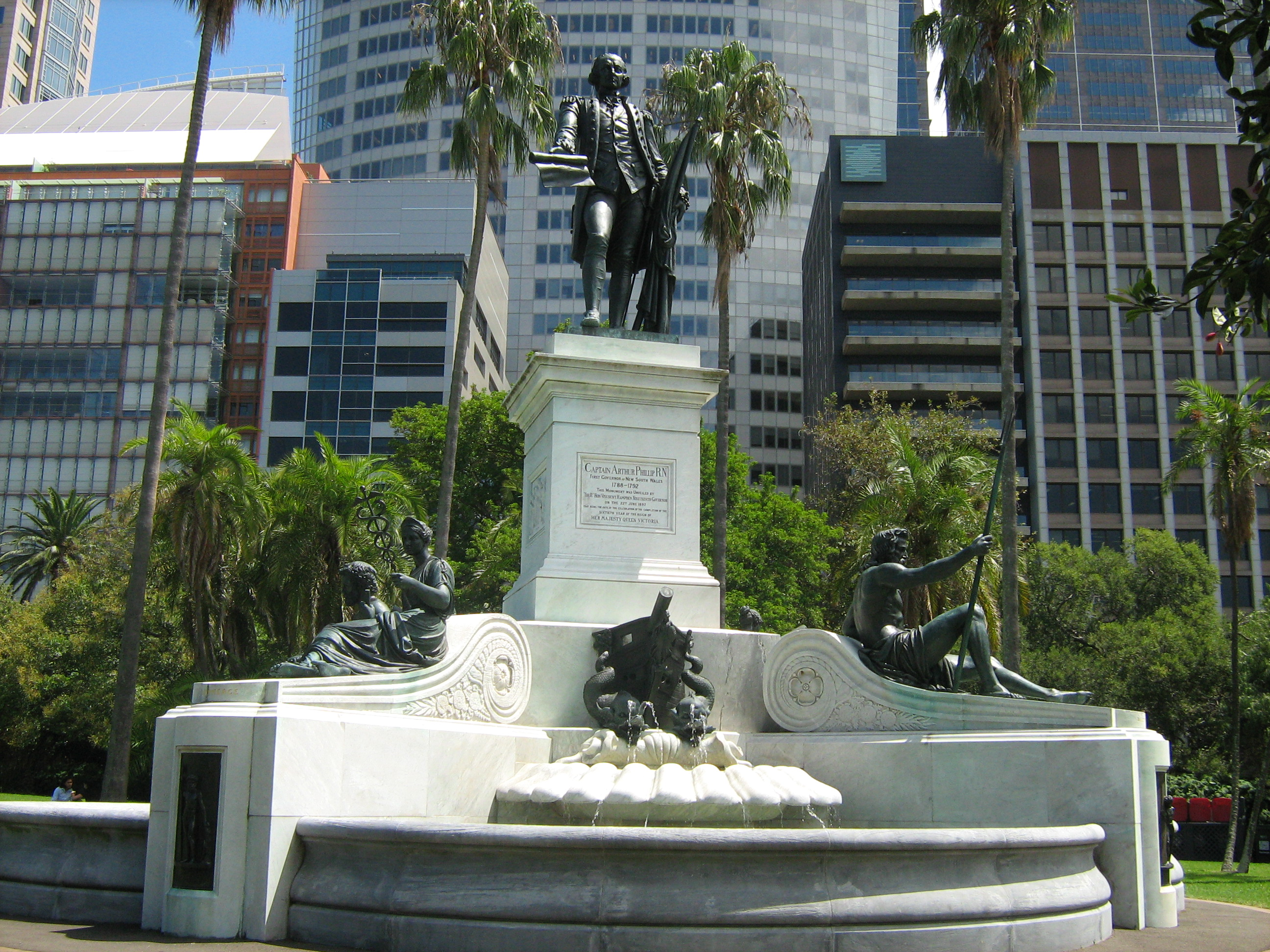
Gobernador Phillip Fountain.

La primera granja en el continente australiano, de unos nueve acres de extensión, fue establecida en 1788 por el Gobernador Phillip en « Farm Cove ». Aunque esa granja fallara, la tierra ha estado en cultivo constante desde entonces, fueron encontrados los modos de hacer los suelos relativamente estériles más productivos.
El jardín botánico fue fundado en 1816, en este sitio, por Gobernador Macquarie, como parte del dominio del gobernador. Su larga trayectoria de colecciones y estudios de plantas comenzaron con el nombramiento del primer botánico colonial, Charles Fraser, en 1817. El jardín botánico es así la más vieja institución científica de Australia y, desde el principio, ha desempeñado un papel fundamental en la aclimatación de plantas procedentes de otras regiones.
Después de una sucesión de botánicos y de superintendentes coloniales, incluyendo los hermanos Richard y Allan Cunningham, ambos pertenecientes a los primeros exploradores, John Carne Bidwill fue designado como el primer director en 1847. A este le sucedió al primer año Charles Moore, escocés que había entrenado en los Botanic Gardens of Trinity College, Dublín. Moore, director durante 48 años (1848-96), hizo mucho para desarrollar el jardín botánico en su forma moderna. Abordó audazmente los problemas de la pobreza del suelo, del agua inadecuada y de la escasez de fondos para desarrollar muchos de los jardines en la forma en que los vemos actualmente. El palmeral, en el corazón del Real Jardín Botánico, es un recordatorio de su habilidad y previsión, al igual que la tierra reclamada detrás del malecón de "Farm Cove", que agregó un área significativa al Real Jardín Botánico.

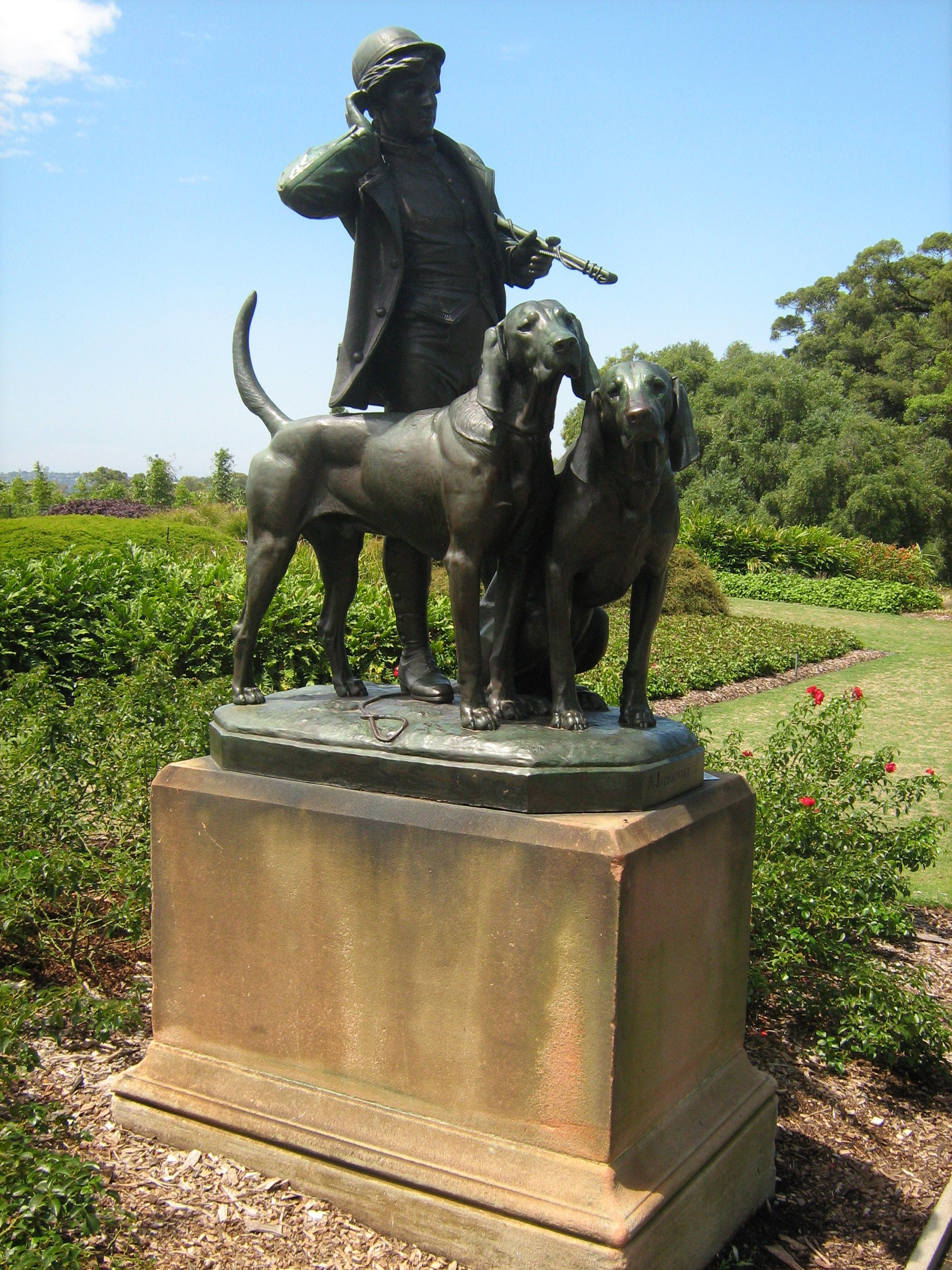
El cazador, en el jardín botánico.

El primer parque zoológico abierto en Sídney en 1862, fue abierto dentro de los jardines botánicos y permaneció allí hasta 1883, cuando la mayor parte fue transferido al parque de Moore. Durante estos años la vegetación natural remanente del dominio circundante fue quitada y remodelado como un parque. El Moreton Bay Figs, uno de los elementos principales de este establecimiento, continúan dominando el paisaje.
En 1879 un área substancial del dominio, al sur de los establos de la casa del gobierno (ahora el Conservatorium de la música de Sídney), fue tomado para el edificio del "Palacio de exposiciones del jardín". Este edificio, un ejemplo excepcional de la exuberancia arquitectónica de la época Victoriana, con las torres y las torrecillas desplegadas alrededor de un edificio gigante que se cubre con una cúpula de 30 m de diámetro, superado por una linterna a 61 m de altura sobre el terreno, dominando el horizonte de Sídney, y cubriendo una extensión de dos hectáreas. La exposición internacional que se celebró en el palacio atrajo a más de un millón de visitantes. Sin embargo, el edificio fue destruido por el fuego en 1882 y el terreno, ahora conocido como el jardín del palacio, fue agregado al jardín botánico.
Hacia el final de su periodo como director, Moore, junto con Ernst Betche, publicó el manual de la flora de Nueva Gales del Sur, estableciendo los jardines botánicos como centro para la ciencia de la botánica.

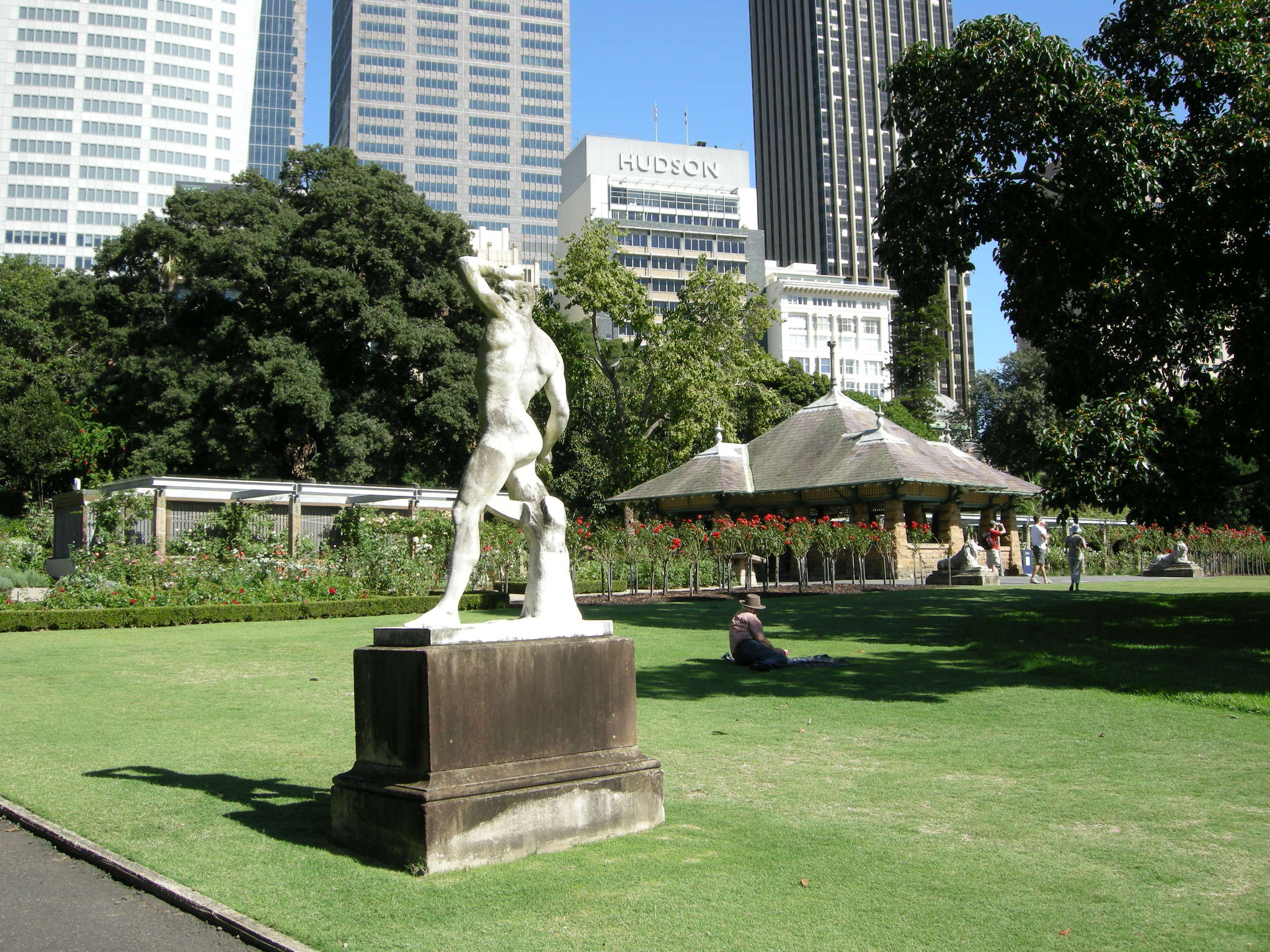
Lottatori di canova, en el jardín botánico.

Moore fue sucedido en el puesto por Joseph Henry Maiden que, durante su periodo de 28 años, agregó mucho al paisaje maduro de Moore. Organizó la construcción de un nuevo edificio del herbario, que se abrió en 1901 (actualmente parte del edificio de Anderson), y llevó a cabo mejoras importantes al dominio. Sin embargo, el jardín botánico sufrió la pérdida de posiciones del personal durante la Primera Guerra Mundial y, en la depresión de los años 30, se perdió el puesto del director. El herbario y las colecciones vivas languidecieron. A partir de 1945 Robert Anderson trabajó para reunificar los dos. En 1959 el título de "Royal" le fue concedido y el herbario y el jardín botánico real administrativo fueron reunificados bajo el título de « Royal Botanic Gardens ». Knowles Mair (1965-70) alcanza la reunificación y el « Royal Botanic Gardens » comenzó su andadura a la eminencia.
El Dr. John Beard (1970-72) y el Dr. Lawrence Johnson (1972-85) desarrollaron unos pasos más allá tanto la organización, como el edificio de Robert Brown que fue abierto en 1982 para contener el herbario. La amplitud de las actividades aumentó durante estas décadas con la formación de los amigos de los jardines botánicos reales; programas educativos y ecológicos; la flora de Nueva Gales del Sur; los diarios científicos "Telopea" y "Cunninghamia" y los programas computerizados de documentación automatizada de las colecciones tanto de plantas vivas, como de las colecciones del herbario.
Otras iniciativas, como los centros botánicos asociados el Mount Tomah Botanic Garden (1987), y Mount Annan Botanic Garden (1990), que fueron abiertos al público gracias a la iniciativa del profesor Carrick Chambers el noveno director en 1986. El jardín botánico real celebró su 175.º aniversario en 1991. Durante los diez años como director del profesor Chambers, abrieron la rosaleda (1988), la casa de los helechos (1993), el jardín de hierba (1994), y el jardín oriental (1997) y el jardín de especies raras y amenazadas (1998) comenzando a enriquecer aún más las experiencias de los visitantes. La « Royal Botanic Gardens Foundation » fue establecida para buscar una gama más amplia de ayudas para las necesidades futuras del jardín botánico.
En el 2003 el nombre comercial de la organización, abarcando los tres jardines botánicos y el dominio y administrado por el « Royal Botanic Gardens & Domain Trust »; fue cambiado de « Royal Botanic Gardens Sydney » a « Botanic Gardens Trust ». El actual director ejecutivo es el Dr. Tim Entwisle.

## Colecciones
Las colecciones vivas en el jardín botánico tienen 9016 taxones de plantas cultivadas.
El 20 % de las colecciones corresponde a la flora australiana, con las siguientes familias:
- Araceae.
- Arecaceae.
- Bromeliaceae.
- Fabaceae.
- Myrtaceae.
- Orchidaceae.
- Proteaceae.
- Cactaceae.

Y estos géneros:
- Acacia.
- Callistemon.
- Cycas.
- Eucalyptus.
- Grevillea.
- Rhododendron.
- Begonia.

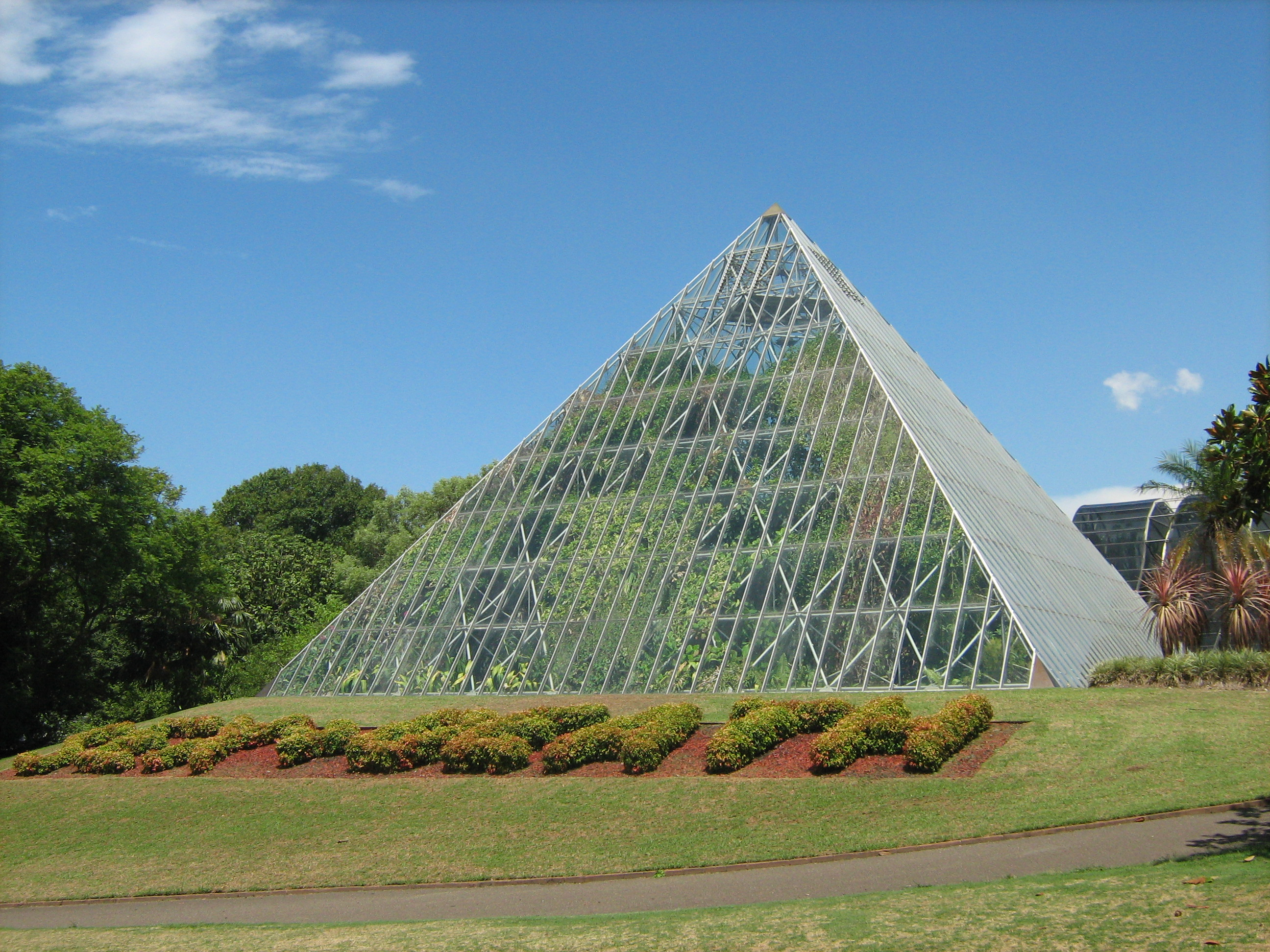
Invernadero con forma piramidal.

Siendo de destacar las secciones de: 
- Taxones de Gondwana.
- Coníferas.
- Helechos arborescentes.
- Plantas hebáceas perennes.

Estos grupos de plantas han sido cuidadosamente seleccionados por su valor, rareza, diversidad o interés.

## Actividades
Desde los tiempos de su fundación, el Royal Botanic Gardens está implicado en la investigación y la identificación de las plantas. Esto se hace sobre todo a través de la biblioteca, del herbario y del edición de publicaciones especializadas en las plantas. 
En este centro se despliegan una serie de actividades a lo largo de todo el año:
- Programas de conservación.

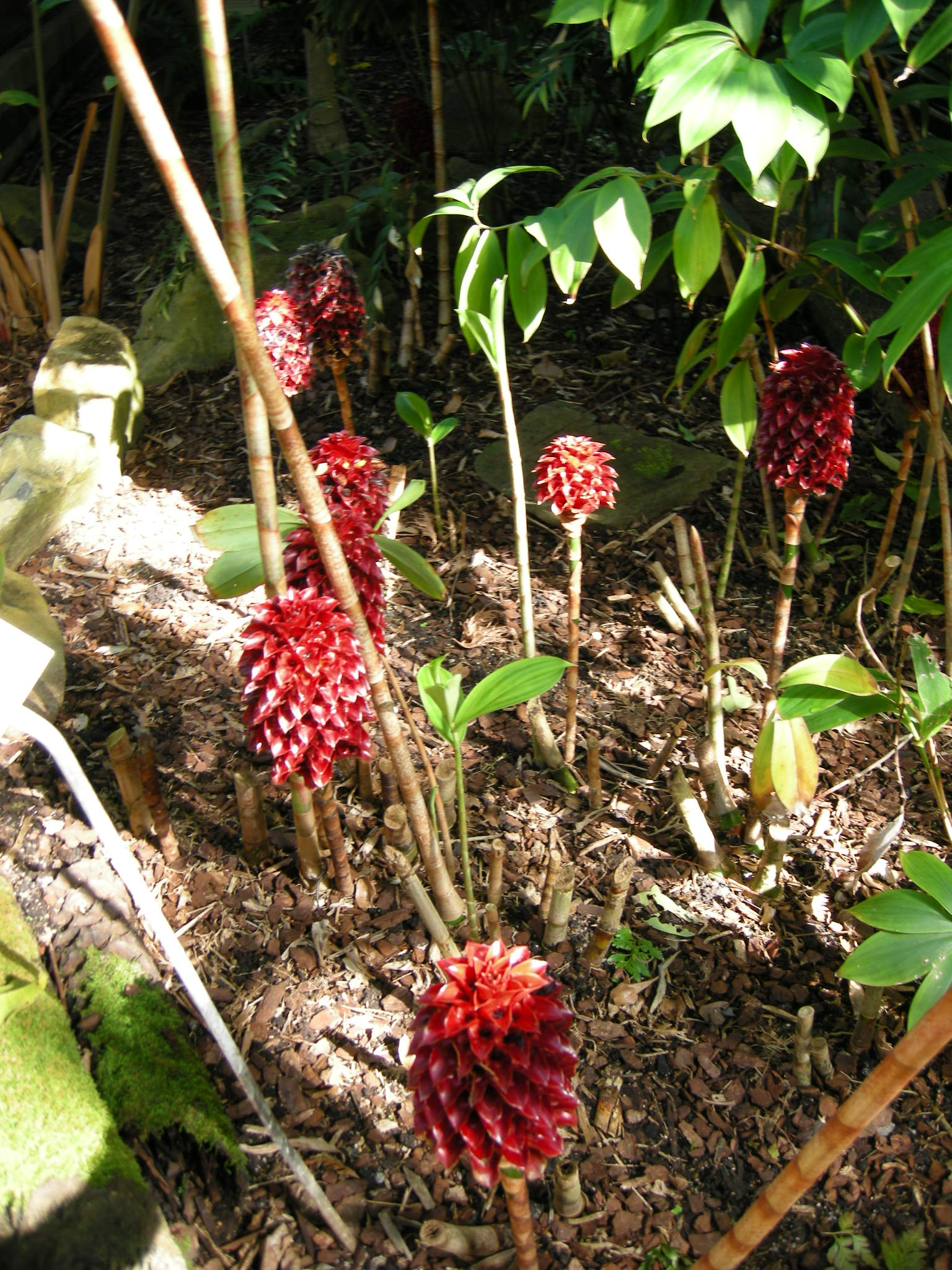
Planta del interior del invernadero.

- Programa de mejora de plantas medicinales.
- Programas de conservación «ex situ».
- Biotecnología.
- Estudios de nutrientes de plantas.
- Ecología.
- Conservación de Ecosistemas.
- Programas educativos.
- Etnobotánica.
- Exploración.
- Horticultura.
- Restauración Ecológica.
- Sistemática y Taxonomía.
- Sostenibilidad.
- Farmacología.
- Mejora en la agricultura.
- Index Seminum.
- Exhibiciones de plantas especiales.
- Sociedad de amigos del botánico.
- Cursos para el público en general.

## Galería de imágenes

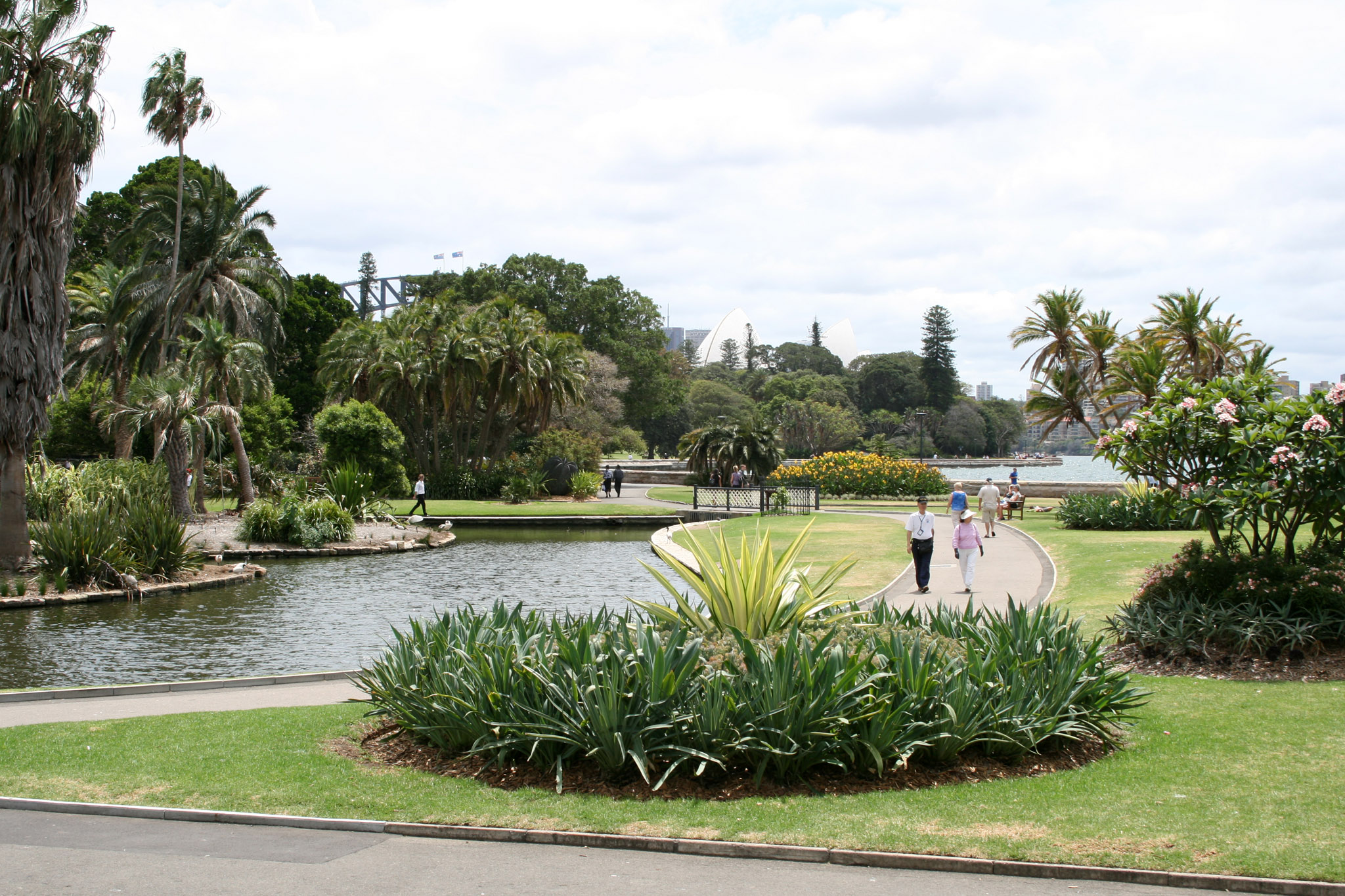
Pradera con el lago al fondo.
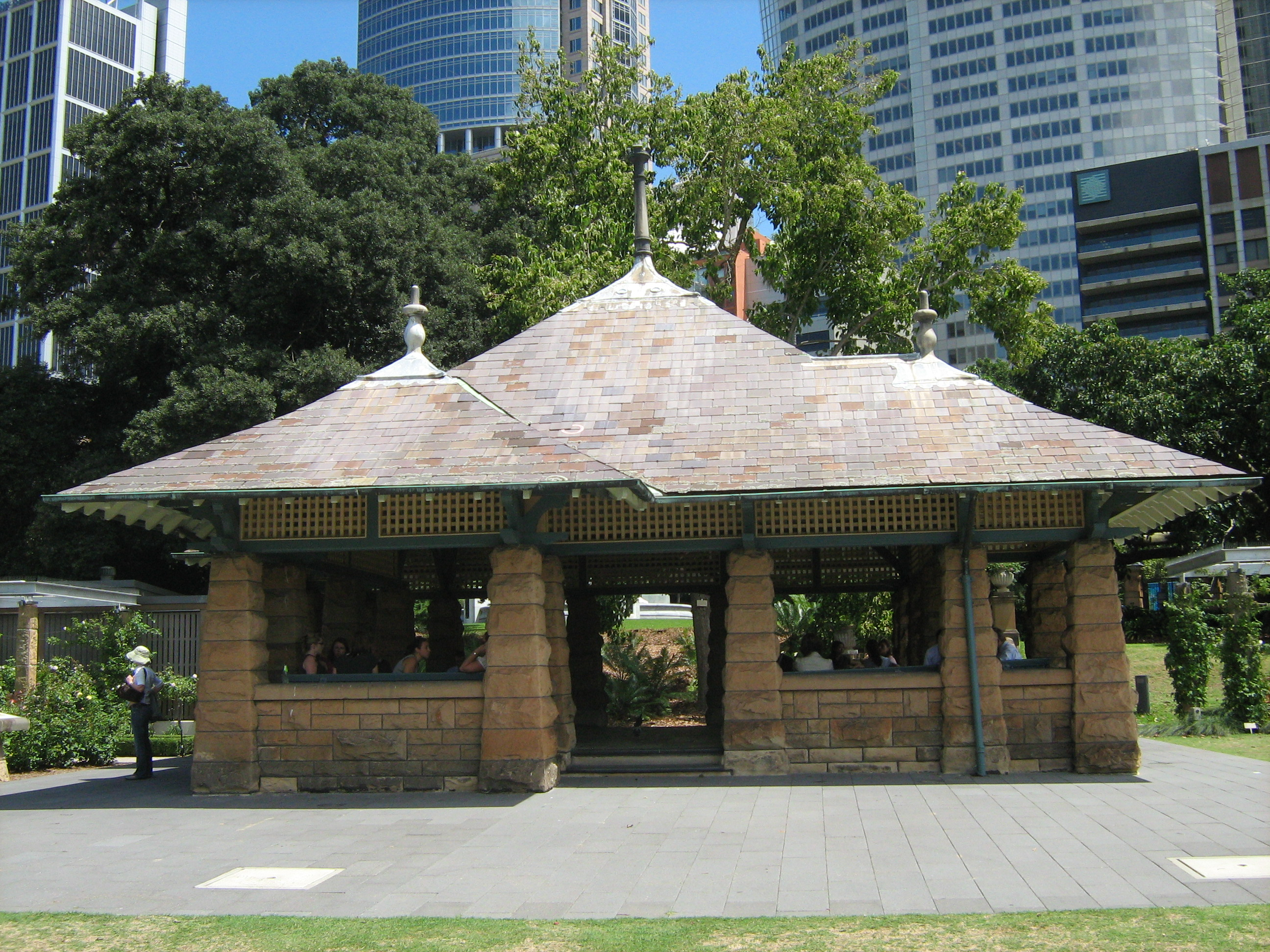
Pérgola del Botanical Garden Sydney.
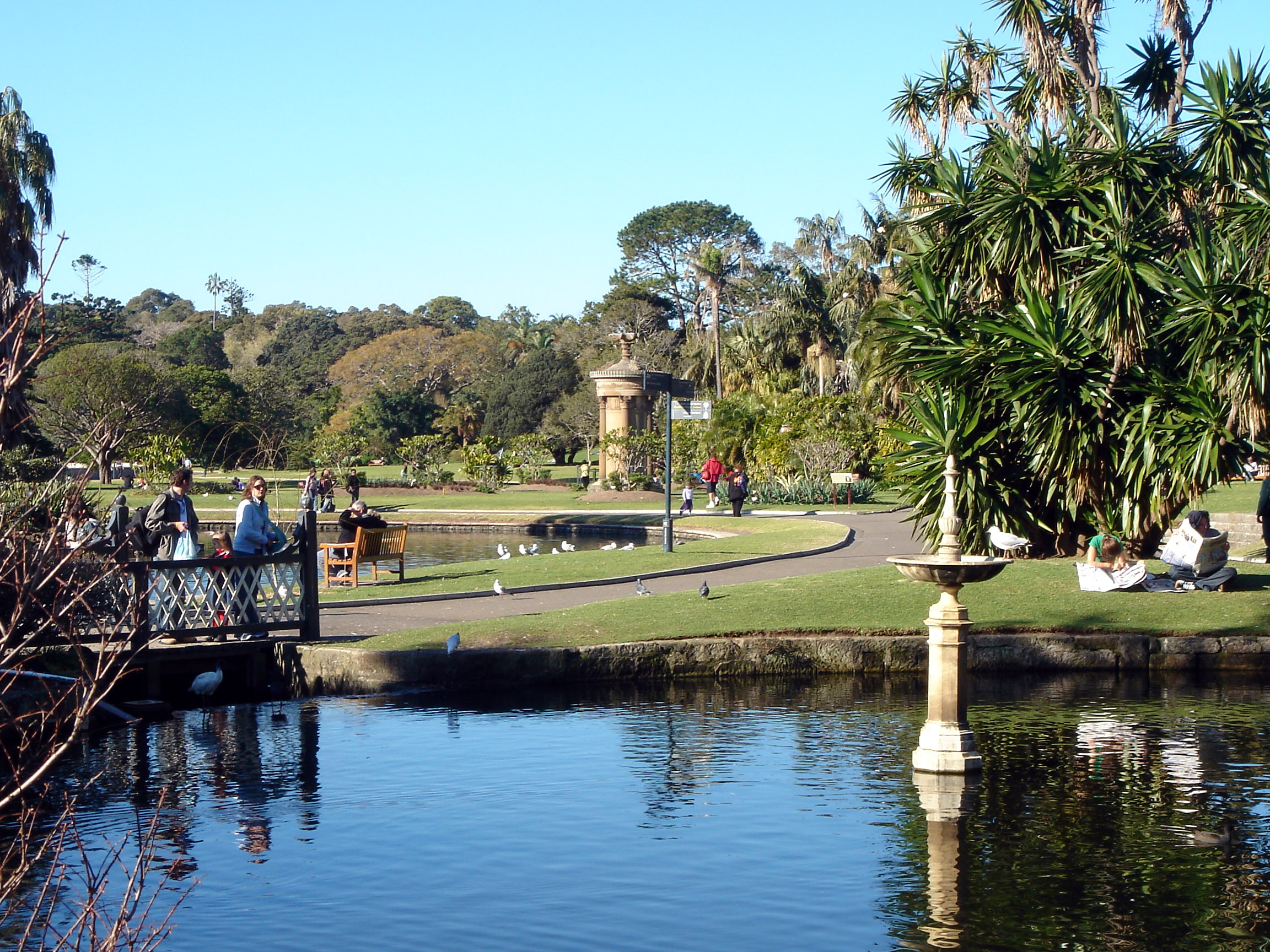
El lago de las Nymphea.
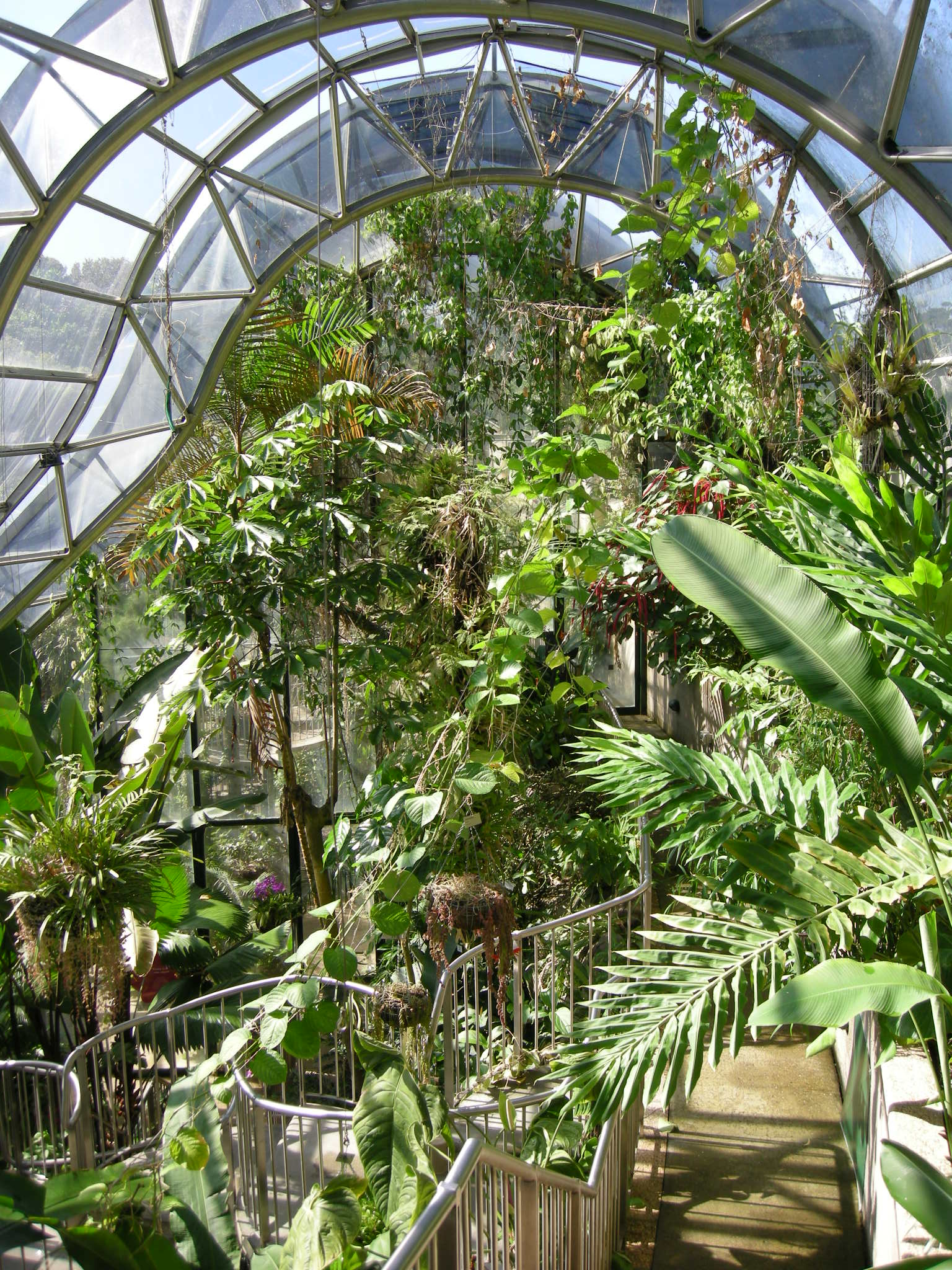
Interior de uno de los invernaderos.